# Fotopolimeryzacja
Fotopolimeryzacja – proces polegający na polimeryzacji monomerów w obecności fotoinicjatora, który pod wypływem światła ultrafioletowego (UV) lub widzialnego (VIS) ulega rozpadowi z wytworzeniem centrów aktywnych (wolnych rodników, jonów), inicjujących reakcję polimeryzacji.

## Podstawowe właściwości

### Skład
Dokładny skład kompozycji światłoutwardzalnej jest zależny od właściwości, jakie powinien posiadać gotowy materiał. Podstawowymi składnikami takiej kompozycji są:
- mieszanina monomerów
- układ inicjujący
- dodatki, takie jak: stabilizatory, napełniacze, środki barwiące, związki antyelektrostatyczne, promotory adhezji itp.

### Monomery
Monomery (met)akrylowe słabo absorbują światło, dlatego w celu wytworzenia odpowiedniej ilości cząsteczek reaktywnych, wolnych rodników lub jonów, konieczne jest zastosowanie fotoinicjatorów, które można podzielić na:
- fotoinicjatory I typu – rodniki pierwotne powstają podczas fotodysocjacji wiązania C−C,
- fotoinicjatory II typu – rodnik powstaje w wyniku oderwania atomu wodoru od cząsteczki donora tzw. koinicjatora, również monomeru.

Wytworzone z fotoinicjatorów, pod wpływem naświetlania, aktywne cząsteczki inicjują dalej reakcję polimeryzacji. Przebiega ona ze stale malejącą szybkością, aż do chwili zaniku aktywnych miejsc rodnikowych.

## Etapy fotopolimeryzacji

### Inicjowanie
In {\displaystyle {\ce {->[hv]}}} In* {\displaystyle {\ce {->[kd]}}} 2In•

In•
 + M {\displaystyle {\ce {->[ ]}}} InM•

gdzie:
In – cząsteczka inicjatora
In* – wzbudzony stan inicjatora
In•
 – rodnik pierwotny
kd – stała szybkości rozpadu inicjatora
InM•
 – rodnik inicjujący
M – monomer

### Propagacja (rozprzestrzenianie się zaburzenia)
Mn•
  + M {\displaystyle {\ce {->[kp]}}} Mn+
1
gdzie:
Mn•
 – makrorodnik (rodnikowy koniec łańcucha)
kp – współczynnik szybkości propagacji

### Terminacja (zakończenie)
- Zanik centrów aktywnych w reakcji dwóch makrorodników ze sobą w wyniku rekombinacji lub dysproporcjonowania:

Mn•
 + Mm•
 {\displaystyle {\ce {->[ ]}}} P
- Zanik centrów aktywnych w reakcji makrorodnika z rodnikiem pierwotnym:

Mn•
 + In•
 {\displaystyle {\ce {->[ ]}}} MnIn
- Zanik centrów aktywnych w wyniku pułapkowania wzrastających makrorodników:

Mn•
 {\displaystyle {\ce {->[ ]}}} (Mn•
) unieruchomiony
gdzie:
P – jedna lub dwie makrocząsteczki bez centrów aktywnych.

## Reakcje uboczne

### Przeniesienie łańcucha
Mn•
 + AX {\displaystyle {\ce {->[ ]}}}  MnX + A•

### Reinicjowanie
A•
 + M {\displaystyle {\ce {->[kr]}}} M•

gdzie:
AX – cząsteczka monomeru,rozpuszczalnika,inicjatora lub innej substancji
X – atom lub grupa atomów ulegająca przeniesieniu
kr – współczynnik szybkości reinicjowania.

## Czynniki
Przebieg fotopolimeryzacji zależy od:
- temperatury
- rodzaju atmosfery, w której prowadzi się reakcję
- długości fali
- natężenia światła
- budowy chemicznej monomerów
- stężenia monomerów
- zawartości pozostałych składników mieszaniny oraz ich stanu fizycznego.

## Rodzaje fotopolimeryzacji
- Fotopolimeryzacja rodnikowa – centrum aktywnym jest wolny rodnik
- Fotopolimeryzacja kationowa – centrum aktywnym jest kation
- Fotopolimeryzacja anionowa – centrum aktywnym jest anion

## Zastosowanie fotopolimeryzacji
W procesie fotopolimeryzacji powstają produkty dla różnych dziedzin przemysłu, m.in. budownictwa, medycyny, stomatologii, mikroelektroniki. W budownictwie fotopolimeryzacja najczęściej stosowana jest do utwardzania (usieciowania) klejów, lakierów, szpachli i fug, powłok ochronnych stosowanych do powlekania naturalnego kamienia, ceramiki, linoleum, drewna i betonu.
Materiał, który ma być utwardzony w procesie fotopolimeryzacji, układany jest w postaci płynnej lub półpłynnej. Uzyskane w ten sposób cienkie warstwy materiału składającego się z monomerów i ewentualnie wypełniacza nie stanowią bariery dla światła inicjującego reakcję substancji fotoutwardzalnej.

## Aspekty dotyczące przykładowych technologii układania

### Powłoki stosowane na podłożach betonowych
Przygotowanie podłoża betonowego pod cienkowarstwową posadzkę fotoutwardzalną polega na odkurzeniu i odpyleniu powierzchni, ewentualnie poprzedzonym szlifowaniem lub frezowaniem, lub śrutowaniem, wykonywanym w celu uzyskania odpowiedniej przyczepności podłoża. Podłoże powinno mieć minimalną wytrzymałość na odrywanie 1,5 MPa. Wilgotność podłoża betonowego może wynosić maksymalnie 4%. Układanie posadzki robione jest w postaci płynnej, a następnie utwardzenie przy użyciu maszyn naświetlających.

### Powłoki stosowane na podłożach drewnianych
Przygotowanie podłoża polega na cyklinowaniu i odpyleniu powierzchni.
Jako materiał fotoutwardzalny można zastosować odpowiednie oleje lub lakiery. Utwardzenie następuje przy użyciu maszyn naświetlających.

### Wymagania dotyczące oświetlenia
Systemy posadzkowe utwardzane światłem UV powinny być nanoszone przy niewielkim natężeniu światła, gdyż światło słoneczne powoli utwardza (sieciuje) materiał. W pomieszczeniu zalecane jest światło sztuczne, najlepiej o barwie czerwonej.

### Urządzenia do inicjowania fotopolimeryzacji
Do zainicjowania fotopolimeryzacji potrzebne są specjalne lampy o dużej mocy. Zalecane są lampy UV o mocy min. 120 W/cm2 i intensywności 2500 mJ/cm2. Lampy występują w postaci urządzeń ręcznych oraz jako wózki naświetlające.

## Wady i zalety

### Zalety
- niemal nieograniczony czas na operacje nakładania nawierzchni i kontroli jej jakości,
- krótki czas wiązania, umożliwiający natychmiastową możliwość użytkowania,
- wysoka odporność mechaniczna powierzchni,
- materiały przyjazne dla środowiska (brak konieczności stosowania chemicznych utwardzaczy),
- wysoka wydajność na jednostkę powierzchni przy układaniu na posadzkach.

### Wady
- konieczność stosowania dodatkowych maszyn/urządzeń (lampy),
- skomplikowanie procesu układania,
- konieczność wyeliminowania/ograniczenia światła naturalnego, które zaburza proces technologiczny.